# 미치노쿠 프로레슬링
미치노쿠 프로레슬링(일본어: みちのくプロレス 미치노쿠프로레스[*])은 일본 도호쿠 지방을 중심으로 활동하는 프로레슬링 단체로, 약칭은 미치프로(일본어: みちプロ)이다.

## 개요
1992년, 더 그레이트 사스케를 중심으로 설립되었다. "지역 밀착형 프로레슬링 단체"를 표방하고 도호쿠 지방의 여섯 현을 메인으로 활동하고있다. 링 주위에 충격 흡수용 매트가 깔려 있지 않으며, 태그 매치에서 자신의 파트너 선수를 터치하지 않아도 링에 들어가 경기에 참가할 수 있는 등 날아다니는 기술을 주체로 한 멕시칸 스타일을 특색으로 하는 레슬링 단체이다.